# 오쿠라다니역
오쿠라다니역(일본어: 大蔵谷駅, おおくらだにえき)은 일본 효고현 아카시시에 있는 산요 전기철도 본선의 역이다. 역 번호는 SY 15이다.

## 역 구조
상대식 승강장 2면 2선의 지상역이다. 역사(개찰구)는 히메지 방면 승강장 쪽에만 있으며 반대편의 고베 방면 승강장은 과선교로 연결된다. 창구는 기본적으로 무인화되어 있다.

### 승강장
| 역사쪽 | ■ 본선(하행) | 아카시・히메지・아보시 방면 |  |
| 반대쪽 | ■ 본선(상행) | 고베・오사카 방면           |  |

## 역 주변
- 오쿠라하치만 신사
- 오쿠라 해안
- 국도 제2호선
- 효고 현 자동차 운전면허 시험장

## 역사
- 1917년 4월 12일: 효고 전기궤도의 시오야(현, 산요시오야) ~ 아카시에키마에(현, 산요아카시) ~ 아카시(이후 폐지) 구간 연장 시에 영업 개시, 당시에는 현재 위치보다 약 1 km 동쪽, 현재의 JR 서일본 아사기리 역 근처에 있었음.
- 1927년 4월 1일: 우지가와 전기에 의한 합병으로 본 회사의 역이 됨.
- 1933년 6월 6일: 우지가와 전기 철도 부문이 분리되어 산요 전기철도의 역이 됨.
- 1948년 12월 14일: 현재 위치로 이전.
- 1995년
  - 1월 17일: 한신・아와지 대지진으로 산요 전철 본선이 불통이 되어, 본 역도 한때 영업 중지.
  - 1월 27일: 가스미가오카 ~ 산요아카시 구간의 운행 재개에 따라 영업 재개.

## 인접역
| 산요 전기철도 ■ 본선                   | 산요 전기철도 ■ 본선 | 산요 전기철도 ■ 본선               |
| -------------------------------------- | -------------------- | ---------------------------------- |
| SY 14 니시마이코 우메다・니시다이 방면 | ■ 보통               | 히토마루마에 SY 16 산요히메지 방면 |